# Chiến lược
Chiến lược là một từ có nguồn gốc từ lĩnh vực quân sự, đó là phương cách để chiến thắng trong một cuộc chiến tranh. Có nhiều định nghĩa khác nhau nhưng có thể hiểu chiến lược là chương trình hành động, kế hoạch hành động được thiết kế để đạt được một mục tiêu cụ thể, là tổ hợp các mục tiêu dài hạn và các biện pháp, các cách thức, con đường đạt đến các mục tiêu đó.
Chiến lược liên quan đến các định hướng lớn, tạo ra những kết quả to lớn tại những khu vực quan trọng và then chốt trong dài hạn, có sự tích lũy kế thừa, mà kết quả này chỉ có thể có được từ hoạt động nhất quán, tập trung. Sự nhất quán và tập trung là cần thiết, vì nguồn lực không phải là vô hạn. Như vậy, chiến lược thể hiện rõ sự ưu tiên. Nếu cùng làm tất cả những điều "quan trọng" thì đó không phải là chiến lược với đúng ý nghĩa của nó.
Chiến lược cũng mang ý nghĩa "bức tranh lớn" tổng quan, trong đó các thành phần tạo ra giá trị tổng hợp lớn hơn giá trị của từng thành phần riêng lẻ.
Xây dựng tiềm lực thành công là mục đích chính của chiến lược. Điều này có nghĩa là thành công không phải là điều chắc chắn khi thực hiện một chiến lược, mà chỉ là có khả năng thành công cao hơn mà thôi. Tiềm lực thành công không chỉ là những nguồn lực vật chất mà còn là những tiền đề ý thức (ví dụ như kiến thức hiểu biết, văn minh chung, văn hóa chung, sự đoàn kết cùng hướng về một mục đích, v.v.).

## Định nghĩa
Trong Chiến lược quân sự, Lý thuyết về kiểm soát quyền lực (Military Strategy, A Theory of Power Control) của Chuẩn đô đốc Hải quân Mỹ Joseph Caldwell Wylie, bản năm 1989, đã định nghĩa chiến lược là:
Một kế hoạch hành động được thiết kế để đạt được một số kết thúc; một mục đích cùng với một hệ thống các biện pháp để hoàn thành nó.

## Các yếu tố cơ bản
Như vậy một chiến lược phải giải quyết tổng hợp các vấn đề sau:
- Xác định chính xác mục tiêu cần đạt.[3]
- Xác định con đường, hay phương thức để đạt mục tiêu.
- Và định hướng phân bổ nguồn lực để đạt được mục tiêu lựa chọn.

Trong ba yếu tố này, cần chú ý, nguồn lực là có hạn và nhiệm vụ của chiến lược là tìm ra phương thức sử dụng các nguồn lực sao cho nó có thể đạt được mục tiêu một cách hiệu quả nhất.

## Các bước cơ bản xây dựng chiến lược
Nhìn chung, có nhiều lý thuyết chỉ ra các bước xây dựng chiến lược với số lượng, mức độ chi tiết và phân định giữa các bước là khác nhau. Do vậy phần nêu ra dưới đây chỉ liệt kê những bước cơ bản.
- Ngày nay, một chiến lược hiếm khi được xây dựng chỉ bởi một nhà lãnh đạo tài giỏi, mà thường là kết quả làm việc của một tập thể ưu tú, sử dụng một lượng lớn nguồn lực thông tin, tài chính và thời gian. Do vậy, công việc xây dựng chiến lược được coi như một dự án, hay gọi là đề án xây dựng chiến lược. Đề án xây dựng chiến lược sẽ nêu rõ các nguồn lực nào cần sử dụng (ví dụ sử dụng các chuyên gia nào trong lĩnh vực nào, nhằm thu thập hay xử lý các thông tin gì), cũng như thời hạn của các bước. Lập đề án về việc xây dựng chiến lược được coi là Bước P của việc xây dựng chiến lược (Bước P là bước đầu tiên, trước Bước 1).
- Chiến lược liên quan đến dự đoán xu hướng thay đổi trong dài hạn. Việc thu thập thông tin, phân tích môi trường tổng thể và toàn diện ở hiện tại cũng như trong tương lai là cần thiết, được coi là Bước 1 của việc xây dựng chiến lược. Ở bước này, có thể cần thực hiện phân tích ở cả ba mức độ: môi trường toàn cục, môi trường khu vực, và nội bộ. Ở Bước 1, người lập chiến lược cũng phải đưa ra quyết định lựa chọn mô hình phân tích nào để áp dụng. Thông thường, không chỉ một mà sẽ là một số mô hình được sử dụng, nhằm có nhiều góc độ hiểu biết đối với hiện tại và tương lai.
- Xác định chính xác mục tiêu cần đạt có thể coi là Bước 2 của việc xây dựng chiến lược. Tuy nhiên, mục tiêu được đề ra ban đầu chỉ mang tính chất sơ bộ, sau đó sẽ được làm rõ, phân tích xem xét lại ở các bước tiếp sau. Sau nhiều vòng lặp, một danh sách các mục tiêu mới được hoàn thiện và chính thức ghi vào văn bản chiến lược.
- Xác định con đường, hay phương thức để đạt mục tiêu có thể coi là Bước 3 của việc xây dựng chiến lược. Bước này cần có sự sáng tạo của tập thể để đưa ra các giải pháp đạt tới mục tiêu. Các giải pháp có thể bao gồm giải pháp then chốt và giải pháp đột phá. Một nhóm tiên tiến sẽ áp dụng các quy trình sáng tạo chặt chẽ đã được xây dựng thành các lý thuyết để tìm kiếm các giải pháp thay vì "ngẫu hứng sáng tạo". Có thể một số chiến lược mẫu hoặc một số mô hình sẽ được đưa ra để áp dụng với sự điều chỉnh phù hợp.

Ở Bước 3, cần nhấn mạnh rằng cấu trúc hoạt động thường bị bỏ sót trong các chiến lược. Dường như vấn đề cấu trúc hoạt động thường nằm trong đầu các nhà lãnh đạo thay vì thể hiện trong các tài liệu chiến lược. Cũng có thể nguyên nhân là vì cấu trúc hoạt động, hay cụ thể hơn là cơ cấu tổ chức một phần được hình thành từ sự tương tác chính trị giữa các nhà lãnh đạo.
- Bước 4, hiện thực hóa Bước 3 bằng các chương trình chiến lược chi tiết và cụ thể hóa các giải pháp nêu ở Bước 3.

## Quan hệ với chiến lược quân sự
Theo một số tài liệu tiếng Trung, chiến lược (战略) và chiến lược quân sự (军事战略) ban đầu có ý nghĩa khác nhau. Chiến lược dùng để lập kế hoạch và chỉ đạo tình hình chung, trong khi chiến lược quân sự lập kế hoạch và chỉ đạo tình hình chiến đấu. Thuật ngữ chiến lược là cao hơn, nó được xem là bao gồm cả chiến lược quân sự, chiến lược chính trị, chiến lược kinh tế,...

## Các danh sách chiến lược
- Danh sách các chiến lược quân sự
- Danh sách các chiến lược kinh doanh
- Danh sách các chiến lược chính trị